# 프로코피옙스크

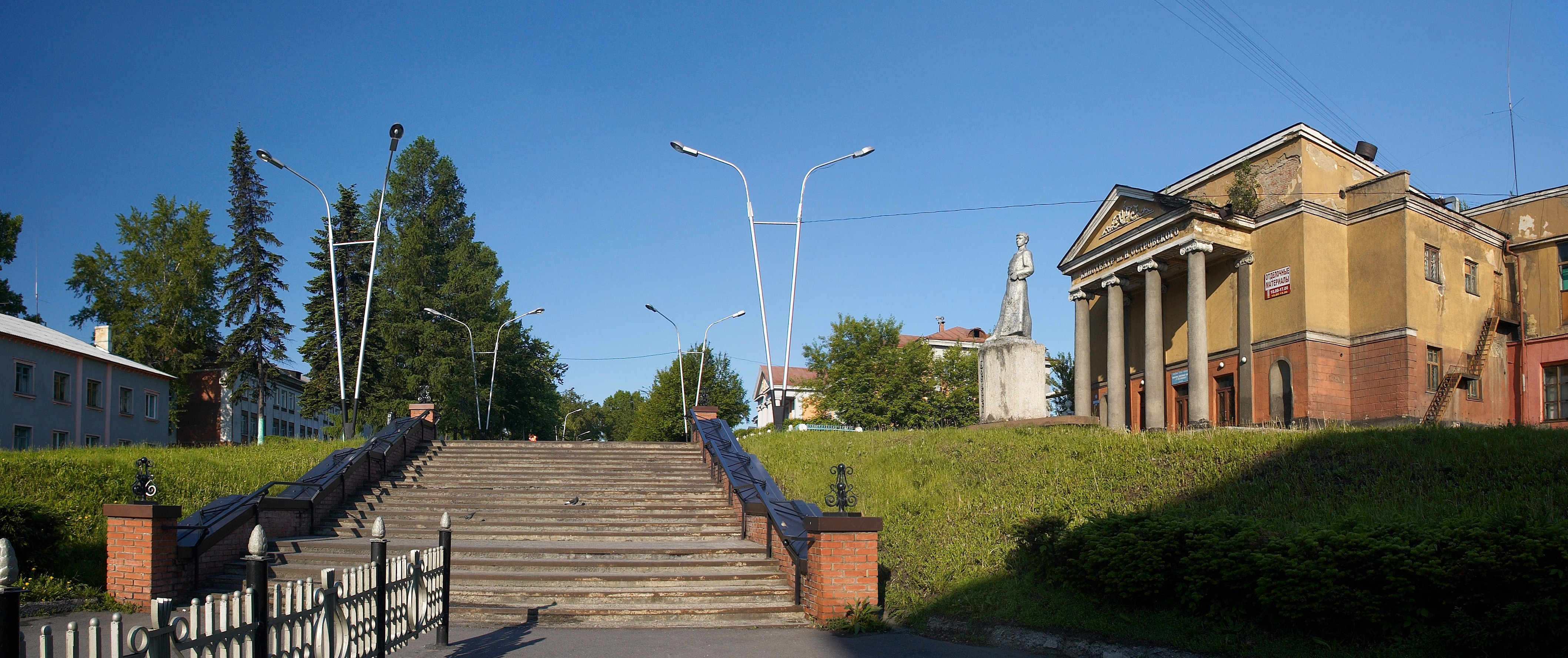

프로코피옙스크(러시아어: Прокопьевск)는 케메로보 주에 위치한 도시로 인구는 21만8,900명(2005년)이다.
1731년에 이곳에 도시가 세워졌는데, 당시에는 모나스티르스코예(Монастырское)라고 불렸다. 1931년에 도시로 등록되었다.
케메로보와 노보쿠즈네츠크를 연결하는 철도 지점에 위치해 있다.
쿠즈네츠크 유전이 이곳에 위치해 있다.

## 행정 구역
- 젠콥스키 구(Зенковский район)
- 루드니치니 구(Рудничный район)
- 중앙구(Центральный район)